# Atrometoides maracandicus
Atrometoides maracandicus är en stekelart som först beskrevs av Meyer 1935.  Atrometoides maracandicus ingår i släktet Atrometoides och familjen brokparasitsteklar. Inga underarter finns listade.